# 李鳳書
李鳳書（?—?），山東省莒州人，清朝政治人物、進士出身。
光緒三十年，會試第216名；殿試登進士三甲第92名，后分發為知縣。